# 夢のつづき (漫画)
『夢のつづき』（ゆめのつづき）は、清水玲子による日本の漫画作品。1988年に、白泉社の『LaLa』4月号にて、読み切り掲載された。
また、同作を表題作とする漫画短編集。

## あらすじ
舞台は21世紀。大金持ちのお嬢様アイリは、今まで欲しいものをすべて手に入れてきた。そんな彼女が次に欲したのは、生きた人間のヒュー・マーティ。従順な使用人の高見に2人で暮らす星へとマーティを連れて来させた。クローンを用意してまで手に入れたマーティにその想いは受け入れてもらえなかったが、そんなことは歯牙にもかけず、マーティの心を手に入れようとした。マーティのために持て余すお金を惜しみなく出すが、彼の心は婚約者ローザにしか向いていなかった。

## 登場人物
アイリ
16歳。お金持ちのお嬢様。今は亡き父親に10歳のときに買ってもらった星で、高見と2人きりで過ごす。マーティのファンで、外見だけのクローンマーティと本物のマーティを入れ替え、誘拐した。マーティが逃げ出さないよう、エアポートに高電圧バリアを仕掛けている。ロボットのマーティは嫌だが、クローン人間ならば問題ない様子。個人的才能が親から受け継がれているように、お金を持っている家庭に生まれたことを才能だと考えている。
ヒュー・マーティ
22歳。全銀河に20億人のファンを持つロックスター。アイリに気に入られ、アイリの星に連れて来られた。星から逃げ出そうとするが、バリアが仕掛けられていたため、出来なかった。婚約者ローズに危険が及んだため、命の危険を冒してまで星から逃げ出そうとした。
ティセ・高見（ティセ・たかみ）
19歳。8歳のときに、妹のセシリアの治療費を賄うために、50年の契約でアイリ直属の使用人になり、アイリのどんな理不尽なわがままもすべて聞き入れる。アイリのわがままを聞き入れた結果、セシリアの死に目に会えなかったが、死ぬまで続いたセシリアからの手紙が途絶えないよう、月に一度セシリア名義で自分宛に手紙を送っている。星の女王様であるアイリの環境を良いとは思っておらず、いつかは壊すべきだと考えていた。
ローザ・サシェ
26歳。マーティの恋人で、マネージャー。婚約発表を前に、恋人マーティが事故に遭う。アイリによって、一時誘拐事件に巻き込まれる。

## 収録本
- コミックス版『夢のつづき』（1989年9月発行、ISBN 9784592113003）
- 文庫版『22XX』（2001年9月19日発行、ISBN 9784592887119）

## 同時収録
『夢のつづき』
- 夢のつづき（本項）
- 8月の長い夜
- ロボット考〈擬態〉

『22XX』（文庫版）
- 22XX
- 世紀末に愛されて
- 夢のつづき（本項）
- 8月の長い夜
- ロボット考〈擬態〉